# UHC Tongeren
Lo United Handball Club Tongeren è una squadra di pallamano maschile belga con sede a Tongeren.

## Palmarès

### Trofei nazionali
- Campionato del Belgio: 5
  - 2002-03, 2004-05, 2008-09, 2009-10, 2011-12.